# Colopea
Colopea là một chi nhện trong họ Stenochilidae. Chúng thường xuất hiện ở Nam Á.

## Các loài
- Colopea laeta (Thorell, 1895) — Myanmar, Thailand
- Colopea lehtineni Zheng, Marusik & Li, 2009 — China
- Colopea malayana Lehtinen, 1982 — Thailand, Malaysia, Singapore
- Colopea pusilla (Simon, 1893) — Philippines
- Colopea romantica Lehtinen, 1982 — Bali
- Colopea silvestris Lehtinen, 1982 — New Guinea
- Colopea tuberculata Platnick & Shadab, 1974 — Fiji
- Colopea unifoveata Lehtinen, 1982 — Borneo
- Colopea virgata Lehtinen, 1982 — Thailand, Vietnam
- Colopea xerophila Lehtinen, 1982 — New Guinea